# St. Nikolaus (Gronowo, Lubicz)
Die römisch-katholische Kirche St. Nikolaus in Gronowo (Gemeinde Lubicz) in der Woiwodschaft Kujawien-Pommern geht auf die Zeit des Deutschen Ordens zurück.

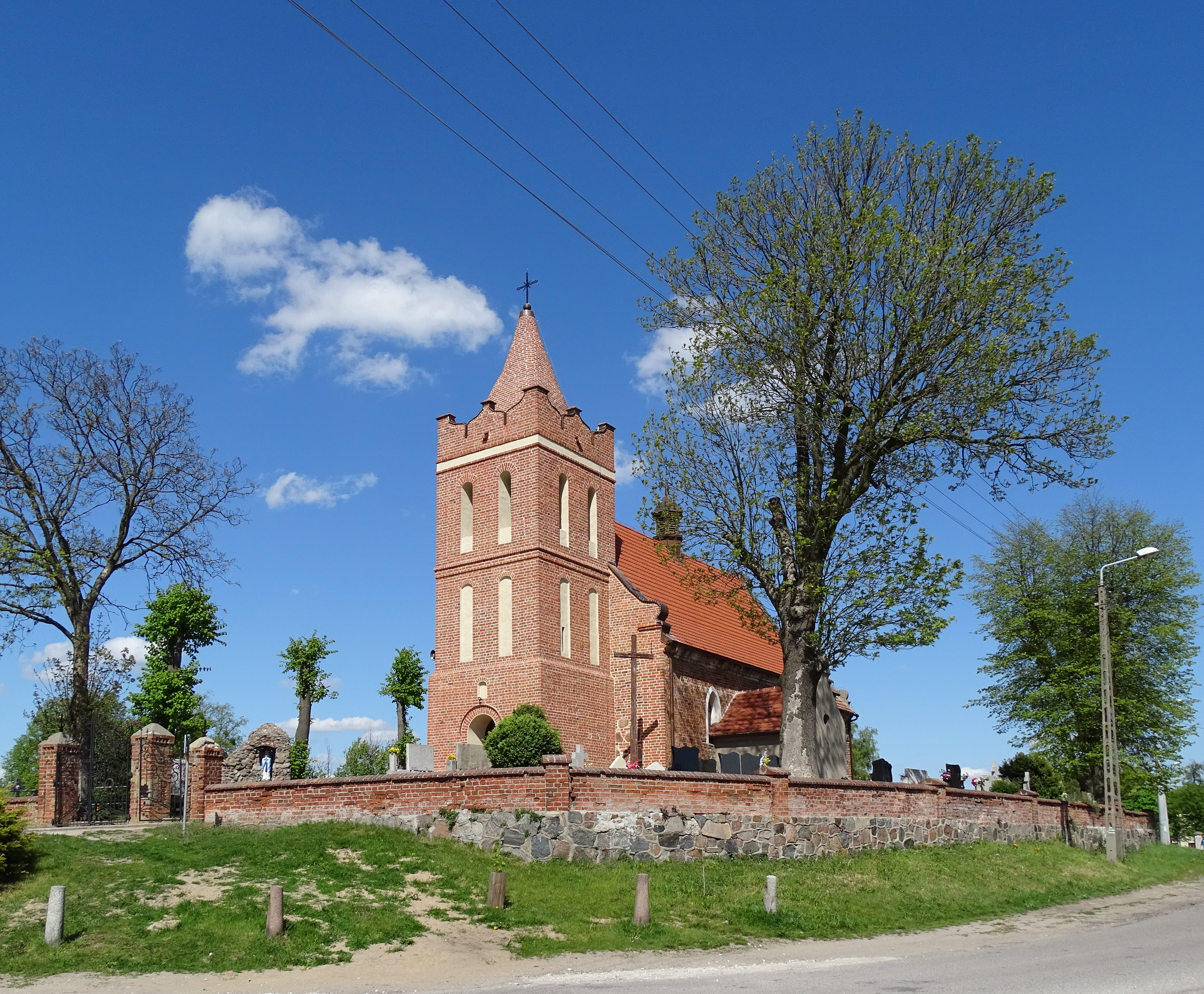
St. Nikolaus Gronowo

## Geschichte
Die Kirche im 1414 ersterwähnten Dorf, das zum Bistum Kulm gehörte, stammt aus der Zeit um das zweite Viertel des 14. Jahrhunderts. Der äußerst einfache Typus der Kirche liefert wenig Anhaltspunkte für eine genaue Datierung. Ein Hinweis könnte der Wechsel vom wendischen Verband von Chorwand und Sakristei zum gotischen Verband an den übrigem Mauern sein.
Zu Beginn des 17. Jahrhunderts musste die Kirche renoviert werden. Pfarrer Grajewski nahm sie in Angriff, konnte sie aber wegen des polnisch-schwedischen Krieges (1626–1629) nicht vollenden. Die Kirche hatte kein Dach mehr und wurde stark beschädigt. Die baufällige Kirche wurde noch 1670 von dem Inspektor Strzesz erwähnt.
Der örtliche Pfarrer wurde nach der deutschen Besetzung Polens Anfang November 1939 verhaftet und starb 1942 im Konzentrationslager Dachau.

## Bauwerk
Die Kirche ist ein kleiner ungewölbter Saalbau über profiliertem Sockel ohne Strebepfeiler oder Vorhalle, und ursprünglich ohne Chor und Turm. Das mittelalterliche, dreijochige Langhaus ist in den Außenwänden erhalten, aber von barocken Bauteilen vollkommen umstellt, dem Chor, dem Turm, der Kapelle im Süden. Auch Mauerkrone und Giebel stammen aus neuerer Zeit. Das Hauptportal befindet sich im Westen. Der Bau hat kleine spitzbogige Fenster, die noch aus der Bauzeit stammen, darüber sind an der Südwand geringe Reste eines Putzbandes mit Maßwerkritzungen erhalten. Die Sakristei an der Nordostseite ist in Flucht mit der Chorwand errichtet, ist aber nicht mit dem Langhaus verzahnt. Im Inneren stammen der Hauptaltar, das Taufbecken und die Skulptur der Jungfrau mit Kind aus dem frühen 16. Jahrhundert. Auf dem alten katholischen Friedhof neben der Kirche stammen die Grabsteine aus dem späten 19. Jahrhundert.